# Thomas Busse
Thomas Busse (* 2. Januar 1957) ist ein deutscher Diplom-Volkswirt. Er war von 2001 bis 2023 als Professor für Management von Pflege- und Gesundheitseinrichtungen an der Frankfurt University of Applied Sciences tätig.

## Leben
Busse studierte nach mehrjähriger Tätigkeit in der OP-/Anästhesie-Pflege bis 1986 Wirtschaftswissenschaften an der Universität Hamburg. Nach einer Tätigkeit in den Dr.-Horst-Schmidt-Kliniken gründete er 1990 die Unternehmensberatung B.I.K. Beratung im Krankenhaus, deren Geschäftsführung er bis 2001 innehatte. Er ist Autor diverser Veröffentlichungen im Bereich Krankenhausorganisation und Qualitätsmanagement (Standardwerk „Grundlagen OP-Management“, 5. Auflage seit 1998) sowie Mitglied des Vorstands der Stiftung Clementine Kinderhospital Dr. Christ’sche Stiftung in Frankfurt und war bis 2020 beratendes Aufsichtsratsmitglied der Bürgerhospital und Clementine Kinderhospital gGmbH. Busse vertrat das Hessische Ministerium für Wissenschaft und Kunst im Landespflegeausschuss Hessen. 2014 wurde er zum unparteiischen Vorsitzenden des Landesschiedsamtes Zahntechnik in Hessen, 2017 in Sachsen-Anhalt ernannt.
Ab 2001 war er Hochschullehrer an der Frankfurt University of Applied Sciences im Fachgebiet Management von Pflege- und Gesundheitseinrichtungen und war dort u. a. Direktor des Zentrums für Gesundheitswirtschaft und -recht (ZGWR), sowie Prodekan von 2006 bis 2009. Er ist Initiator der bundesweit größten Befragung für Pflegekräfte im OP, dem „OP-Barometer Pflege“ (2008, 2009, 2011, 2013, 2015, 2017, 2019, 2021) und u. a. auch Mitgestalter der berufsbegleitenden Ausbildung für Ärzte und Pflegekräfte zum „OP-Manager“ am Institut für Managementberatung im Gesundheitswesen (IMBG) in Weinheim, Mitglied des Expertenkreises „OP-Effizienz“ (bis 2019) sowie Lehrbeauftragter an den Hochschulen Fachhochschule St. Gallen und Donauuniversität Krems. Busse schied 2023 altersbedingt aus den Diensten der Frankfurt University of Applied Sciences aus. 
Seit Januar 2024 ist er u. a. als Hauptschöffe an der großen Strafkammer des Landgerichts Frankfurt tätig.